# Revolution (Pleasure Beach, Blackpool)
Pour les articles homonymes, voir Révolution (homonymie).
Revolution sont des Montagnes russes lancées navette du parc Pleasure Beach, Blackpool, situé à Blackpool, dans le Lancashire, au Royaume-Uni. Les anciens noms de l'attraction étaient Revolution de 1979 à 1990 et Irn-Bru Revolution de 1990 à 2011. Elle a retrouvé son nom d'origine en 2012.

## Statistiques
- Force g : 4 g
- Trains : Un seul train avec 4 wagons. Les passagers sont placés par deux sur deux rangs pour un total de 16 passagers par train.
- Notes : Contrairement aux autres Launched Loop de Arrow, Revolution a une structure unique en porte-à-faux.
- Éléments : Looping vertical